# 香川県立アリーナ
香川県立アリーナ（かがわけんりつアリーナ）は、香川県高松市サンポートにある屋内競技場。2024年（令和6年）11月29日に竣工式が行われ、2025年（令和7年）2月24日にオープンした。

## 概要
キャッチコピーは「せとうちに新しい感動が生まれる。」
1964年（昭和39年）に完成した旧香川県立体育館は和船のような形状から「船の体育館」として知られたが老朽化により2014年に閉館した。サンポートの施設は新県立体育館と位置づけられるが、新しい施設の名称は香川県立アリーナという名称となった。
開業当初から穴吹興産が命名権を取得し「あなぶきアリーナ香川」の愛称が使用されている。
本項では旧香川県立体育館（高松市福岡町）についても述べる。

## 沿革
2016年12月12日、老朽化した旧県立体育館に代わる施設として、サンポート高松への新築移転が決定。予定地はサンポート高松で遊休地となっていたA1・A2・B1街区（西より）で、それぞれそこにあった暫定施設のスポーツレクリエーション広場・大型テント広場・アート広場は解体・整地の上、その間の区画道路（市道港頭中央2号線（歩行者専用道路）の全線、市道港頭東1号線の一部、いずれも都市計画道路）も撤去することにより一体の敷地として整備。着手時の土地所有者はA1街区が高松市土地開発公社、区画道路が高松市道、その他が香川県であるが、県有施設の新築工事でありながら、高松市がそれら土地の無償提供および周囲の基盤整備を協力することにより、円滑な開発が進むとしている。
2018年2月6日、香川県は基本・実施設計業務について公募型プロポーザル方式により業務の受託者を選定すると公示し、2018年11月14日に次点の日建設計に競り勝つ形でSANAAを最優秀者に選定。施工会社については、一般競争入札により2021年12月17日に建築工事が決定し、大林組四国支店、合田工務店、菅組の3社による特定建設工事共同企業体で、落札価格は約125億2800万円。2022年1月18日には設備工事が決定し、空調が19億9484万円で三建設備工業・三喜工事・雉鳥工業JV、電気が18億5387万円で四電工・三和電業JV、給排水衛生が7億9486万円で三宅産業・織田設備JVに決まった。工期はいずれも2024年11月29日である。
施設は2025年2月24日に正式開館し、同年3月1日にこけら落とし公演となる『サザンオールスターズ LIVE TOUR 2025「THANK YOU SO MUCH!!」』香川公演が行われ、全公演完売となった2日間で約14000人を動員した。アルバム「NUDE MAN」収録の「逢いたさ見たさ病めるMy Mind」が、本会場でロックバンドが披露した最初の楽曲となった。

### 命名権
香川県では2023年3月28日から5月26日までの期間で香川県立アリーナのネーミングライツスポンサー企業を募集した。募集条件は以下のとおりである。
- 金額は年額3,000万円以上
- 契約期間は2024年12月1日から5年4カ月以上7年4カ月以内
- 香川県内に事業所等を有するなど、香川県立アリーナの愛称付与にふさわしい企業であること
- 「香川」「アリーナ」という言葉を使用すること

上記期間内に4社の応募があり、審査の結果、高松市に本社を置く穴吹興産が命名権を取得し、『あなぶきアリーナ香川』という愛称に決定した。契約金額は年額5,550万円(消費税及び地方消費税別)で契約期間は2024年12月1日から2032年3月31日までの7年4カ月と発表されている。

## 施設
施設は東からメインアリーナ、サブアリーナ、武道施設兼多目的ルームの3つから成り、それぞれを高さを低く抑えた1枚の大きな屋根で繋いでいる。スポーツ大会から、アリーナツアー、見本市イベントまで幅広い利用を想定しており、特にメインアリーナ規模は中四国最大規模である。
- メインアリーナ：5024席
- サブアリーナ：1002席
- 武道施設兼多目的ルーム：327席
- トレーニングルーム
- 交流エリア
- VIPルーム(メインアリーナ)
- ホワイエ
- メインエントランス
- 東駐車場：68台
- 西駐車場：32台
- 自転車・自動二輪車駐輪場：565台

### アクセス
- 鉄道：JR四国高松駅から徒歩4分、ことでん琴平線、長尾線高松築港駅から徒歩6分
- バス：ことでんバス、大川バス高松駅前バスターミナル下車、徒歩4分
- 高速バス：ジェイアール四国バス、西日本ジェイアールバス、JRバス中国、四国高速バス、高松エクスプレス、伊予鉄バス、神姫バス高松駅前高速バスターミナル下車、徒歩6分
- 航路：高松港フェリー乗り場から徒歩2分、高速艇乗り場から徒歩5分

### 近隣施設
- マリタイムプラザ高松
- 高松シンボルタワー
- JRホテルクレメント高松
- タカマツオルネ

## 旧香川県立体育館
旧香川県立体育館は、2014年まで高松市福岡町二丁目で供用していた屋内競技場。その斬新な形状から「船の体育館」として広く認知されていたが、老朽化により閉鎖された。閉鎖時点で指定管理者として四電工とシンコースポーツグループが管理・運営していた。

### 歴史
旧県立体育館は丹下健三が設計し、1964年（昭和39年）8月10日に竣工した。丹下の設計による国立代々木競技場の原型作とされている。競技場はスタンド席1300席を収容。主に香川県民のスポーツ団体、大会などに利用され、トレーニングルームは3種類ある上に、使用料金が安価に設定されていた。家具は剣持勇デザイン研究所。1966年にBCS賞を受賞している。
2002年10月10日には全日本プロレスの興行が行われた。
2012年7月、耐震改修のための調査を行っていた際、競技場の天井が落下する恐れがあることが判明したため同年7月11日より競技場は使用中止となった。1階のトレーニングルームは従来通り利用が継続された。しかしその後、3度行われた耐震改修工事の入札がいずれも入札不調となったため、耐震改修は見送られることが決定した。これに伴い、当館は2014年9月末をもって閉館し、倉庫として利用された。
当初、香川県教育委員会は、体育館の今後について、新しい県立体育館が開館する予定の2024年以降に民間へ売却することを含めて検討していた。
閉館発表後に建築士などの有志による「香川県立体育館保存の会」が発足した。
2017年10月16日、アメリカのワールド・モニュメント財団から2018年版の危機遺産リスト（2018 World Monuments Watch）に登録された。
2021年4月、香川県教育委員会は対話と通じて、民間業者の委託や提案を把握する「サウンディング型市場調査」を行うことにした。
しかし、防災面で放置できないとして、香川県教育委員会は解体を決定し、2023年度当初予算案に解体準備事業費として4686万1千円が計上された。2023年3月に「一般社団法人 船の体育館再生の会」は香川県に対し、建物を保存するよう求める署名5557筆を提出した。これに対し、香川県は解体の方針を変更することはないと表明した。
香川県教育委員会の教育長は2024年6月の香川県議会で議員の質問に対し、解体費用は約10億円で作業期間は20か月を見込み、作業と並行して3D測量や動画によって記録を残すと答弁した。
2025年7月23日、建築家らで作る団体「旧香川県立体育館再生委員会」が建物と敷地を民間で買い取るなどしてホテルなどに再生する提案を発表。再生委員会は、香川県から建物と敷地を買い取るか借りるなどして全額自己資金で耐震補強や改修を行う意向を表明。単に建物を保存するのではなく、文化的価値を残しながら「収益施設」への再生を目指す。1階と2階部分をホテルに、3階の競技場部分にブックラウンジ・カフェやアートスペースを整備する案と、1棟丸々ホテルにする案の2つを提示し、どちらも年間約1億円から3億円の営業利益を見込めるとしている。耐震改修や用途変更に伴う初期投資を30億から60億円と見込んでいて、参画を検討する企業や複数のファンドから資金調達のめどは立っているとしている。サポート企業として、高松で創業し全国各地で商業施設や文化施設の企画や運営を行う「乃村工藝社」などが加わり、香川県教育委員会に対し、協議を始めるよう申し入れた。
2025年7月18日、香川県教育委員会に対し、入札の手続きを一旦止め、買い取りなどに向けた協議を始めるよう申し入れた。しかし池田豊人は7月22日の会見で「時間をかけて検討が必要な提案であって、地震発生の可能性が高まる中、早期に安全を確保する必要がある」として予定通り解体を進める考えを示した。
施設
- 第1トレーニングルーム
- 第2トレーニングルーム
- 第3トレーニングルーム
- アリーナ
  - バスケットボール2面、バレーボール3面、バドミントン8面、ハンドボール1面、卓球26台、ソフトテニス2面、体操競技一式などに使用可能

### アクセス
- 鉄道：ことでん志度線松島二丁目駅から徒歩15分
- バス：ことでんバス県立体育館前停留所下車、徒歩2分

### 近隣施設
- 香川県立武道館
- 高松競輪場
- 高松市総合体育館